# S&P 500
El índice Standard & Poor's 500 Index, también conocido como S&P 500, es uno de los índices bursátiles más importantes de Estados Unidos. Al S&P 500 se le considera el índice más representativo de la situación real del mercado.
El índice se basa en la capitalización bursátil de 500 grandes empresas que poseen acciones que cotizan en las bolsas NYSE o NASDAQ, y captura aproximadamente el 80 % de toda la capitalización de mercado en Estados Unidos. Los componentes del índice S&P 500 y su ponderación son determinados por S&P Dow Jones Indices. Se diferencia de otros índices de mercados financieros de Estados Unidos, tales como  el Dow Jones Industrial Average o el índice Nasdaq Composite, en la diversidad de los rubros que lo conforman y en su metodología de ponderación. Es uno de los índices de valores más seguidos, y muchas personas lo consideran el más representativo del mercado de acciones de Estados Unidos, y el marcador de tendencias de la economía norteamericana. El National Bureau of Economic Research ha clasificado a las acciones comunes como un indicador relevante de los ciclos de negocios.

## Historia
Los orígenes del S&P 500 se remontan a 1923 cuando la empresa Standard Statistics introdujo un índice que cubría 233 compañías. El índice, tal como se lo conoce hoy en día, fue formulado en 1957 al extenderse para incluir las quinientas compañías más grandes de Estados Unidos.
Este índice bursátil se compone de las quinientas empresas más grandes de Estados Unidos y se pondera de acuerdo a la capitalización de mercado de cada una de las empresas. Este índice expresa mejor la situación real del mercado accionario y de bonos por lo que es más sensible que el Dow Jones Industrial Average y el Nasdaq 100.

## Criterios de selección
Las empresas que componen el S&P 500 son seleccionadas por un comité. Ello es similar al procedimiento utilizado por el Dow Jones Industrial Average, pero diferente de lo que ocurre en otros tales como el  Russell 1000, que se basan de manera estricta en reglas. Al considerar la elegibilidad de una nueva empresa al índice, el comité analiza el mérito de la empresa utilizando ocho criterios primarios: capitalización bursátil, liquidez, domicilio, capital flotante, clasificación del sector, viabilidad financiera, periodo de tiempo durante el cual ha cotizado en bolsa y  bolsa de valores.
El comité selecciona compañías para el S&P 500 de forma que sean representativas de las industrias que operan en la economía de Estados Unidos. Para ser agregada al índice, una empresa debe satisfacer los siguientes requerimientos de liquidez y tamaño:
- la capitalización bursátil debe ser igual o mayor a 4000 millones de dólares norteamericanos
- la relación entre el monto anual en dólares negociado a la capitalización bursátil ajustada debe ser superior a 1.0
- el volumen de acciones negociado mensualmente debe por lo menos ser de 250 000 acciones en cada uno de los seis meses previos a la fecha de evaluación.

Las acciones deben ser ofrecidas de manera pública bien en el NYSE (NYSE Arca o NYSE MKT) o en el NASDAQ (NASDAQ Global Select Market, NASDAQ Select Market o el NASDAQ Capital Market). No pueden formar parte del índice acciones o participaciones de los siguientes tipos de emprendimientos empresarios: sociedades en comanditas, sociedades en comanditas por acciones, OTC bulletin board issues, closed-end funds, ETFs, ETNs, royalty trusts, tracking stocks, acciones preferentes, unit trusts, equity warrants, obligaciones convertibles, investment trusts, ADRs, ADSs y MLP IT units.

## Ponderación
Tradicionalmente el índice ha sido ponderado considerando la capitalización de cada empresa; o sea los movimientos en los precios de acciones de empresas con mayores capitalización de mercado (el precio de cada acción multiplicado por el número de acciones emitidas) poseen una influencia mayor sobre el valor del índice que las empresas con menores montos de capitalización de mercado. Es decir en la actualidad Standard & Poor's calcula la capitalización de mercado de cada empresa considerada en el índice utilizando solo la cantidad  de acciones disponibles para ser compradas o vendidas por el público (denominado el «capital flotante»).

## Mantenimiento del índice
Para mantener consistente el S&P 500 a lo largo del tiempo, el mismo es ajustado para tener en cuenta las decisiones que toman las corporaciones que afectan la capitalización del mercado, como por ejemplo la emisión de acciones, pago de dividendos y eventos de reestructuración tales como fusiones empresarias o desprendimiento de porciones de las empresas. Adicionalmente, para permanecer como un indicador válido del mercado de valores de Estados Unidos, la selección de acciones que lo conforman es revisada con cierta periodicidad dando de baja y de alta empresas según sea apropiado.
Para evitar que el valor del Índice cambie solo como resultado de decisiones financieras de las corporaciones, todas aquellas decisiones que afectan el valor de mercado del Índice requieren que se ajuste el divisor del mismo. Asimismo, cuando una empresa es quitada del Índice y reemplazada por otra con una capitalización de mercado diferente, se debe ajustar el divisor para que el valor del Índice S&P 500 permanezca constante. Todos los ajustes del divisor son realizados luego que se cierra el mercado y luego que se calcula el valor al cierre del Índice S&P 500.  Existe una extensa gama de decisiones corporativas que requieren se ajuste el divisor, las mismas se indican en la tabla adjunta:
| Tipo de decisión                               | Ajuste del divisor |
| ---------------------------------------------- | ------------------ |
| División de acciones (por ejemplo, 2×1)        | No                 |
| Emisión de acciones                            | Sí                 |
| Recompra de acciones                           | Sí                 |
| Dividendo especial en efectivo                 | Sí                 |
| Cambio de la empresa                           | Sí                 |
| Oferta de derechos                             | Sí                 |
| Desprendimiento (venta) de parte de la empresa | Sí                 |
| Fusiones                                       | Sí                 |

## Evolución

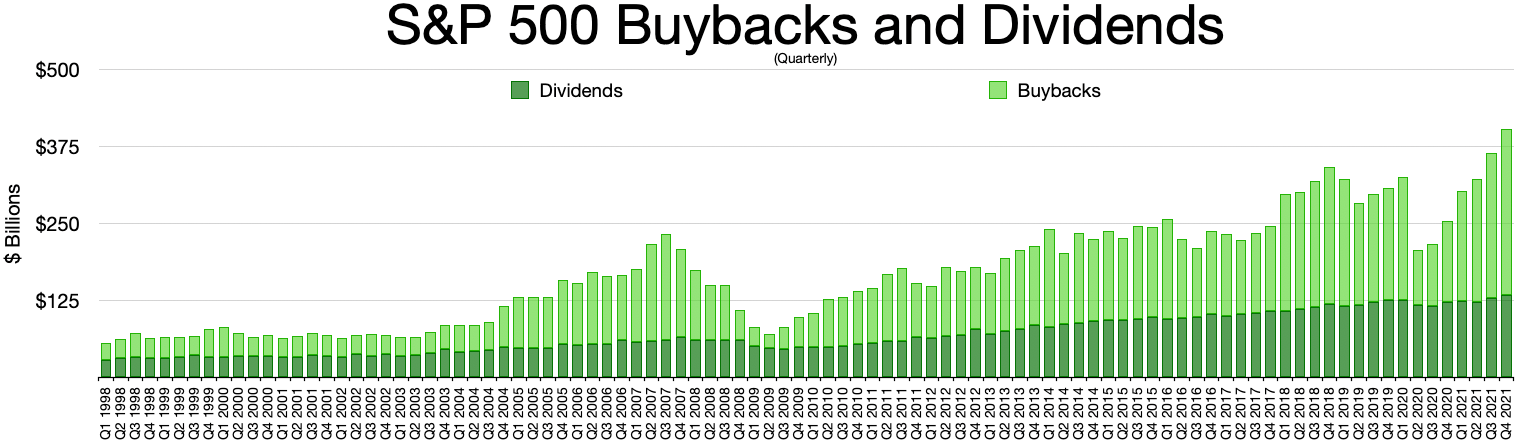
S&P 500 Recompras y Dividendos (quarterly)
Stock buyback
Dividendos

Desde su comienzo en 1926, el retorno anual compuesto del índice—incluyendo dividendos—ha sido aproximadamente del 9.8 % (6 % si se descuenta la inflación), siendo la desviación estándar del retorno sobre el mismo período de tiempo de 20.81 %. Mientras que el índice ha declinado en varios años más del 30 %, también ha presentado incrementos anuales del 70 %, y el 5 % de todos los días de operación de la bolsa de valores han registrado valores récord máximos.
Los retornos por lo general se indican como retornos sobre el precio (excluyendo el retorno sobre los dividendos). Sin embargo, también pueden ser computados como retornos totales, que incluye el retorno de los dividendos y su reinversión, y el «retorno total neto», que reflects the effects of dividend reinvestment luego de descontar los impuestos a ser retenidos.
| Año     | Cambio en el índice | Retorno anual total, incluido dividendos  | Valor de $1.00 invertido el 1 de enero de 1970  | Retorno anualizado 5-años | Retorno anualizado 10-años | Retorno anualizado 15-años | Retorno anualizado 20-años | Retorno anualizado 25-años |
| ------- | ------------------- | ----------------------------------------- | ----------------------------------------------- | ------------------------- | -------------------------- | -------------------------- | -------------------------- | -------------------------- |
| 1961    | 23.13 %             | -                                         | -                                               | -                         | -                          | -                          | -                          | -                          |
| 1962    | -11.81 %            | -                                         | -                                               | -                         | -                          | -                          | -                          | -                          |
| 1963    | 18.89 %             | -                                         | -                                               | -                         | -                          | -                          | -                          | -                          |
| 1964    | 12.97 %             | -                                         | -                                               | -                         | -                          | -                          | -                          | -                          |
| 1965    | 9.06 %              | -                                         | -                                               | -                         | -                          | -                          | -                          | -                          |
| 1966    | -13.09 %            | -                                         | -                                               | -                         | -                          | -                          | -                          | -                          |
| 1967    | 20.09 %             | -                                         | -                                               | -                         | -                          | -                          | -                          | -                          |
| 1968    | 7.66 %              | -                                         | -                                               | -                         | -                          | -                          | -                          | -                          |
| 1969    | -11.36 %            | -                                         | -                                               | -                         | -                          | -                          | -                          | -                          |
| 1970    | 0.10 %              | 4.01 %                                    | $1.04                                           | -                         | -                          | -                          | -                          | -                          |
| 1971    | 10.79 %             | 14.31 %                                   | $1.19                                           | -                         | -                          | -                          | -                          | -                          |
| 1972    | 15.63 %             | 18.98 %                                   | $1.41                                           | -                         | -                          | -                          | -                          | -                          |
| 1973    | −17.37 %            | −14.66 %                                  | $1.21                                           | -                         | -                          | -                          | -                          | -                          |
| 1974    | −29.72 %            | −26.47 %                                  | $0.89                                           | −2.35 %                   | -                          | -                          | -                          | -                          |
| 1975    | 31.55 %             | 37.20 %                                   | $1.22                                           | 3.21 %                    | -                          | -                          | -                          | -                          |
| 1976    | 19.15 %             | 23.84 %                                   | $1.51                                           | 4.87 %                    | -                          | -                          | -                          | -                          |
| 1977    | −11.50 %            | −7.18 %                                   | $1.40                                           | −0.21 %                   | -                          | -                          | -                          | -                          |
| 1978    | 1.06 %              | 6.56 %                                    | $1.49                                           | 4.32 %                    | -                          | -                          | -                          | -                          |
| 1979    | 12.31 %             | 18.44 %                                   | $1.77                                           | 14.76 %                   | 5.86 %                     | -                          | -                          | -                          |
| 1980    | 25.77 %             | 32.50 %                                   | $2.34                                           | 13.96 %                   | 8.45 %                     | -                          | -                          | -                          |
| 1981    | −9.73 %             | −4.92 %                                   | $2.23                                           | 8.10 %                    | 6.47 %                     | -                          | -                          | -                          |
| 1982    | 14.76 %             | 21.55 %                                   | $2.71                                           | 14.09 %                   | 6.70 %                     | -                          | -                          | -                          |
| 1983    | 17.27 %             | 22.56 %                                   | $3.32                                           | 17.32 %                   | 10.63 %                    | -                          | -                          | -                          |
| 1984    | 1.40 %              | 6.27 %                                    | $3.52                                           | 14.81 %                   | 14.78 %                    | 8.76 %                     | -                          | -                          |
| 1985    | 26.33 %             | 31.73 %                                   | $4.64                                           | 14.67 %                   | 14.32 %                    | 10.49 %                    | -                          | -                          |
| 1986    | 14.62 %             | 18.67 %                                   | $5.51                                           | 19.87 %                   | 13.83 %                    | 10.76 %                    | -                          | -                          |
| 1987    | 2.03 %              | 5.25 %                                    | $5.80                                           | 16.47 %                   | 15.27 %                    | 9.86 %                     | -                          | -                          |
| 1988    | 12.40 %             | 16.61 %                                   | $6.76                                           | 15.31 %                   | 16.31 %                    | 12.17 %                    | -                          | -                          |
| 1989    | 27.25 %             | 31.69 %                                   | $8.90                                           | 20.37 %                   | 17.55 %                    | 16.61 %                    | 11.55 %                    | -                          |
| 1990    | −6.56 %             | −3.10 %                                   | $8.63                                           | 13.20 %                   | 13.93 %                    | 13.94 %                    | 11.16 %                    | -                          |
| 1991    | 26.31 %             | 30.47 %                                   | $11.26                                          | 15.36 %                   | 17.59 %                    | 14.34 %                    | 11.90 %                    | -                          |
| 1992    | 4.46 %              | 7.62 %                                    | $12.11                                          | 15.88 %                   | 16.17 %                    | 15.47 %                    | 11.34 %                    | -                          |
| 1993    | 7.06 %              | 10.08 %                                   | $13.33                                          | 14.55 %                   | 14.93 %                    | 15.72 %                    | 12.76 %                    | -                          |
| 1994    | −1.54 %             | 1.32 %                                    | $13.51                                          | 8.70 %                    | 14.38 %                    | 14.52 %                    | 14.58 %                    | 10.98 %                    |
| 1995    | 34.11 %             | 37.58 %                                   | $18.59                                          | 16.59 %                   | 14.88 %                    | 14.81 %                    | 14.60 %                    | 12.22 %                    |
| 1996    | 20.26 %             | 22.96 %                                   | $22.86                                          | 15.22 %                   | 15.29 %                    | 16.80 %                    | 14.56 %                    | 12.55 %                    |
| 1997    | 31.01 %             | 33.36 %                                   | $30.48                                          | 20.27 %                   | 18.05 %                    | 17.52 %                    | 16.65 %                    | 13.07 %                    |
| 1998    | 26.67 %             | 28.58 %                                   | $39.19                                          | 24.06 %                   | 19.21 %                    | 17.90 %                    | 17.75 %                    | 14.94 %                    |
| 1999    | 19.53 %             | 21.04 %                                   | $47.44                                          | 28.56 %                   | 18.21 %                    | 18.93 %                    | 17.88 %                    | 17.25 %                    |
| 2000    | −10.14 %            | −9.10 %                                   | $43.12                                          | 18.33 %                   | 17.46 %                    | 16.02 %                    | 15.68 %                    | 15.34 %                    |
| 2001    | −13.04 %            | −11.89 %                                  | $37.99                                          | 10.70 %                   | 12.94 %                    | 13.74 %                    | 15.24 %                    | 13.78 %                    |
| 2002    | −23.37 %            | −22.10 %                                  | $29.60                                          | −0.59 %                   | 9.34 %                     | 11.48 %                    | 12.71 %                    | 12.98 %                    |
| 2003    | 26.38 %             | 28.68 %                                   | $38.09                                          | −0.57 %                   | 11.07 %                    | 12.22 %                    | 12.98 %                    | 13.84 %                    |
| 2004    | 8.99 %              | 10.88 %                                   | $42.23                                          | −2.30 %                   | 12.07 %                    | 10.94 %                    | 13.22 %                    | 13.54 %                    |
| 2005    | 3.00 %              | 4.91 %                                    | $44.30                                          | 0.54 %                    | 9.07 %                     | 11.52 %                    | 11.94 %                    | 12.48 %                    |
| 2006    | 13.62 %             | 15.79 %                                   | $51.30                                          | 6.19 %                    | 8.42 %                     | 10.64 %                    | 11.80 %                    | 13.37 %                    |
| 2007    | 3.53 %              | 5.49 %                                    | $54.12                                          | 12.83 %                   | 5.91 %                     | 10.49 %                    | 11.82 %                    | 12.73 %                    |
| 2008    | −38.49 %            | −37.00 %                                  | $34.09                                          | −2.19 %                   | −1.38 %                    | 6.46 %                     | 8.43 %                     | 9.77 %                     |
| 2009    | 23.45 %             | 26.46 %                                   | $43.11                                          | 0.41 %                    | −0.95 %                    | 8.04 %                     | 8.21 %                     | 10.54 %                    |
| 2010    | 12.78 %             | 15.06 %                                   | $49.61                                          | 2.29 %                    | 1.41 %                     | 6.76 %                     | 9.14 %                     | 9.94 %                     |
| 2011    | -0.00 %             | 2.11 %                                    | $50.65                                          | −0.25 %                   | 2.92 %                     | 5.45 %                     | 7.81 %                     | 9.28 %                     |
| 2012    | 13.41 %             | 16.00 %                                   | $58.76                                          | 1.66 %                    | 7.10 %                     | 4.47 %                     | 8.22 %                     | 9.71 %                     |
| 2013    | 29.60 %             | 32.39 %                                   | $77.79                                          | 17.94 %                   | 7.40 %                     | 4.68 %                     | 9.22 %                     | 10.26 %                    |
| 2014    | 11.39 %             | 13.69 %                                   | $88.44                                          | 15.45 %                   | 7.67 %                     | 4.24 %                     | 9.85 %                     | 9.62 %                     |
| 2015    | −0.73 %             | 1.38 %                                    | $89.66                                          | 12.57 %                   | 7.30 %                     | 5.00 %                     | 8.19 %                     | 9.82 %                     |
| 2016    | 9.54 %              | 11.96 %                                   | $100.38                                         | 14.66 %                   | 6.94 %                     | 6.69 %                     | 7.68 %                     | 9.15 %                     |
| 2017    | 19.42 %             | 21.83 %                                   | $122.30                                         | 15.79 %                   | 8.49 %                     | 9.92 %                     | 7.19 %                     | 9.69 %                     |
| 2018    | −6.24 %             | −4.38 %                                   | $116.94                                         | 8.49 %                    | 13.12 %                    | 7.77 %                     | 5.62 %                     | 9.07 %                     |
| 2019    | 28.88 %             | 31.49 %                                   | $153.76                                         | 11.70 %                   | 13.56 %                    | 9.00 %                     | 6.06 %                     | 10.22 %                    |
| 2020    | 16.26 %             | 18.40 %                                   | $182.06                                         | 15.22 %                   | 13.89 %                    | 9.88 %                     | 7.47 %                     | 9.56 %                     |
| 2021    | 26.89 %             | 28.71 %                                   | $234.33                                         | 18.48 %                   | 16.55 %                    | 10.66 %                    | 9.52 %                     | 9.76 %                     |
| 2022    | −19.44 %            | −18.11 %                                  | $191.89                                         | 9.43 %                    | 12.56 %                    | 8.80 %                     | 9.80 %                     | 7.64 %                     |
| 2023    | 24.23 %             | 26.29 %                                   | $242.34                                         | 15.69 %                   | 12.03 %                    | 13.97 %                    | 9.69 %                     | 7.56 %                     |
| High    | 34.11 %             | 37.58 %                                   | ---                                             | 28.56 %                   | 19.21 %                    | 18.93 %                    | 17.88 %                    | 17.25 %                    |
| Low     | −38.49 %            | −37.00 %                                  | ---                                             | −2.35 %                   | −1.38 %                    | 4.24 %                     | 5.62 %                     | 7.56 %                     |
| Mediana | 12.36 %             | 15.43 %                                   | ---                                             | 14.02 %                   | 12.56 %                    | 10.71 %                    | 11.34 %                    | 10.40 %                    |
| Año     | Cambio en el índice | Retorno anual total, incluidos dividendos | Valor de $1.00 inverstido el 1 de enero de 1970 | Retorno anualizado 5-años | Retorno anualizado 10-años | Retorno anualizado 15-años | Retorno anualizado 20-años | Retorno anualizado 25-años |